# 巴尔吉洛
巴爾吉洛（英語：Balgillo）是位於蘇格蘭邓迪東部郊區的地方，西面和南面以巴爾吉洛路為界，北面以往阿布羅斯的A92公路為界，東面是帕默爾菲爾德村（Panmurefield Village）。